# Del Wilson Trophy
Die Del Wilson Trophy ist eine Auszeichnung der Western Hockey League. Sie wird seit Ende der Saison 1966/67 jährlich an den besten Torhüter der Liga vergeben. In der Saison 1986/87 wurde sowohl der beste Torhüter der Western Conference als auch der Eastern Conference ausgezeichnet. Der Sieger nimmt seit 1988 auch an der Wahl zum CHL Goaltender of the Year teil.
Die Trophäe ist nach Del Wilson benannt, der im Jahr 1974 General Manager der Regina Pats war, die in dieser Spielzeit den Memorial Cup gewannen.

## Gewinner
Erläuterungen: Farblich unterlegte Spieler haben im selben Jahr den CHL Goaltender of the Year Award gewonnen.
| Jahr    | Spieler               | Team                                                 |
| ------- | --------------------- | ---------------------------------------------------- |
| 2024/25 | Max Hildebrand        | Prince Albert Raiders                                |
| 2023/24 | Brett Mirwald         | Vancouver Giants                                     |
| 2022/23 | Thomas Milic          | Seattle Thunderbirds                                 |
| 2021/22 | Dylan Garand          | Kamloops Blazers                                     |
| 2020/21 | Dustin Wolf           | Everett Silvertips                                   |
| 2019/20 | Dustin Wolf           | Everett Silvertips                                   |
| 2018/19 | Ian Scott             | Prince Albert Raiders                                |
| 2017/18 | Carter Hart           | Everett Silvertips                                   |
| 2016/17 | Carter Hart           | Everett Silvertips                                   |
| 2015/16 | Carter Hart           | Everett Silvertips                                   |
| 2014/15 | Taran Kozun           | Seattle Thunderbirds                                 |
| 2013/14 | Jordon Cooke          | Kelowna Rockets                                      |
| 2012/13 | Patrik Bartošák       | Red Deer Rebels                                      |
| 2011/12 | Tyler Bunz            | Medicine Hat Tigers                                  |
| 2010/11 | Darcy Kuemper         | Red Deer Rebels                                      |
| 2009/10 | Martin Jones          | Calgary Hitmen                                       |
| 2008/09 | Chet Pickard          | Tri-City Americans                                   |
| 2007/08 | Chet Pickard          | Tri-City Americans                                   |
| 2006/07 | Carey Price           | Tri-City Americans                                   |
| 2005/06 | Justin Pogge          | Calgary Hitmen                                       |
| 2004/05 | Jeff Glass            | Kootenay Ice                                         |
| 2003/04 | Cam Ward              | Red Deer Rebels                                      |
| 2002/03 | Josh Harding          | Regina Pats                                          |
| 2001/02 | Cam Ward              | Red Deer Rebels                                      |
| 2000/01 | Dan Blackburn         | Kootenay Ice                                         |
| 1999/00 | Bryce Wandler         | Swift Current Broncos                                |
| 1998/99 | Cody Rudkowsky        | Seattle Thunderbirds                                 |
| 1997/98 | Brent Belecki         | Portland Winter Hawks                                |
| 1996/97 | Brian Boucher         | Tri-City Americans                                   |
| 1995/96 | David Lemanowicz      | Spokane Chiefs                                       |
| 1994/95 | Paxton Schafer        | Medicine Hat Tigers                                  |
| 1993/94 | Norm Maracle          | Saskatoon Blades                                     |
| 1992/93 | Trevor Robins         | Brandon Wheat Kings                                  |
| 1991/92 | Corey Hirsch          | Kamloops Blazers                                     |
| 1990/91 | Jamie McLennan        | Lethbridge Hurricanes                                |
| 1989/90 | Trevor Kidd           | Brandon Wheat Kings                                  |
| 1988/89 | Danny Lorenz          | Seattle Thunderbirds                                 |
| 1987/88 | Troy Gamble           | Spokane Chiefs                                       |
| 1986/87 | Dean Cook Kenton Rein | Kamloops Blazers (West) Prince Albert Raiders (East) |
| 1985/86 | Mark Fitzpatrick      | Medicine Hat Tigers                                  |
| 1984/85 | Troy Gamble           | Medicine Hat Tigers                                  |
| 1983/84 | Ken Wregget           | Lethbridge Hurricanes                                |
| 1982/83 | Mike Vernon           | Calgary Wranglers                                    |
| 1981/82 | Mike Vernon           | Calgary Wranglers                                    |
| 1980/81 | Grant Fuhr            | Victoria Cougars                                     |
| 1979/80 | Kevin Eastman         | Victoria Cougars                                     |
| 1978/79 | Rick Knickle          | Brandon Wheat Kings                                  |
| 1977/78 | Bart Hunter           | Portland Winter Hawks                                |
| 1976/77 | Glen Hanlon           | Brandon Wheat Kings                                  |
| 1975/76 | Carey Walker          | New Westminster Bruins                               |
| 1974/75 | Bill Oleschuk         | Saskatoon Blades                                     |
| 1973/74 | Garth Malarchuk       | Calgary Centennials                                  |
| 1972/73 | Ed Humphreys          | Saskatoon Blades                                     |
| 1971/72 | John Davidson         | Calgary Centennials                                  |
| 1970/71 | Ed Dyck               | Calgary Centennials                                  |
| 1969/70 | Ray Martyniuk         | Flin Flon Bombers                                    |
| 1968/69 | Ray Martyniuk         | Flin Flon Bombers                                    |
| 1967/68 | Chris Worthy          | Flin Flon Bombers                                    |
| 1966/67 | Ken Brown             | Moose Jaw Warriors                                   |